# Miguel Mathus Escorihuela
Miguel A. Mathus Escorihuela (Mendoza, 25 de junio de 1939) es un abogado, académico y político argentino de la Unión Cívica Radical que se desempeñó como senador nacional por la provincia de Mendoza entre 1983 y 1986.

## Biografía
Nació en la ciudad de Mendoza en 1939. Se recibió de abogado en la Facultad de Ciencias Jurídicas y Sociales de la Universidad de Mendoza (UM) en 1967, especializándose en derecho de aguas.
Militó desde joven en la Unión Cívica Radical (UCR), ocupando diversos cargos en la UCR mendocina, siendo secretario de la junta ejecutiva entre 1966 y 1971 y secretario general del comité provincial entre 1971 y 1973. Además, fue delegado en el Comité Nacional de la UCR entre 1983 y 1985, así como presidente del comité radical de Mendoza en 1983.
Fue elegido en dos oportunidades a la Cámara de Diputados de la Provincia de Mendoza, siendo presidente del cuerpo en 1966 y presidente del bloque de diputados radicales entre 1973 y 1974.
En las elecciones al Senado de 1983, fue elegido senador nacional por la provincia de Mendoza, con mandato hasta 1986. Fue vicepresidente de las comisiones de Combustibles y de Recursos Naturales y Ambiente Humano; secretario de la comisión de Industria; e integró como vocal las comisiones de Relaciones Internacionales Parlamentarias; de Agricultura y Ganadería; y de Economías Regionales. En 1984 presentó un proyecto de ley para crear una Secretaría de Estado de Política Ambiental.
Fue representante de Mendoza ante la Secretaría de Recursos Hídricos de la Nación en relación con el conflicto del aprovechamiento del río Atuel con la provincia de La Pampa. En el ámbito académico, ha sido profesor de derecho de aguas y derecho ambiental en la UM y en otras universidades. Entre 2014 y 2015 dirigió el doctorado en Derecho Ambiental y Recursos Hídricos, siendo además director del Instituto de Agua y Ambiente de la UM y vicerrector de la misma casa de estudios.
En junio de 2019, recibió la Orden Civil de Alfonso X el Sabio de España.